# 日南屬國
日南属国，中国三国东吴行政区划。
吴大帝赤乌十一年（248年）左右置日南属国，吴末领有1县，即旧属日南郡、日南属国都尉治所所在的卢容县（今越南顺化市北）。晋武帝太康三年（282年），省日南郡属国都尉，以其所统卢容县置日南郡。 